# Enoplocephalacris brevipennis
Enoplocephalacris brevipennis är en insektsart som beskrevs av Lucien Chopard 1952. Enoplocephalacris brevipennis ingår i släktet Enoplocephalacris och familjen vårtbitare. Inga underarter finns listade i Catalogue of Life.